# Aprosmictus
Aprosmictus è un genere della famiglia degli Psittaculidi.

## Descrizione
Comprende due specie di pappagalli vicini agli Alisterus, ma caratterizzati dal corpo più compatto, dalla predominanza del colore verde nel piumaggio e da un becco leggermente più grande e proporzionato alle forme dell'uccello. Entrambe le specie evidenziano un forte dimorfismo sessuale e hanno becco arancio e zampe grigio-verdastre. L'iride è arancio nel maschio e bruna nella femmina.

## Tassonomia
Il genere Aprosmictus comprende le seguenti specie:
- Aprosmictus jonquillaceus (Vieillot, 1818) - pappagallo spalleoliva
- Aprosmictus erythropterus  (J.F.Gmelin, 1788) - pappagallo alirosse